# Breiðafjörður

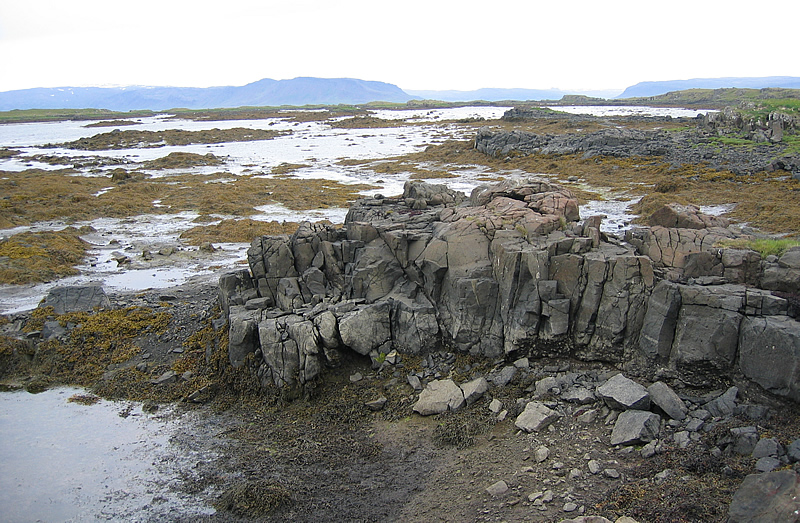
Vista da zona intertidal de Breiðaförður.

Islândia

Breiðaförður (transliterado para português: Breidafördur) é uma grande baía e fiorde da Islândia, entre os fiordes do noroeste (Vestfirðir) e a península de Snaefellsnes.
Tem cerca de 2000 ilhas, como a ilha habitada de Flatey (« ilha plana »). O ferry Baldur liga Brjánslækur, Flatey e Stykkishólmur duas vezes por dia.